# Paul Ndiaye
Pour les articles homonymes, voir Ndiaye.
Le général Paul Ndiaye est un officier supérieur sénégalais. Il est l'ancien directeur du Centre des hautes études de défense et de sécurité. Il a aussi occupé les fonctions de commandant de secteur au Congo démocratique au sein de la Mission de l'Organisation des Nations unies en République démocratique du Congo (Monuc) et commandant de la zone militaire no 5 de la République du Sénégal.

## Formation
Il est titulaire d’une licence en Sciences naturelles et fait partie de la première « promotion paire », c’est-à-dire composée exclusivement d’étudiants ou de civils admis à la suite d’un concours. De cette promotion qui comptait 24 Sénégalais, Paul Ndiaye est devenu le premier colonel, grade où s’arrête le mérite pour un officier.
Paul Ndiaye a été diplômé de l’École nationale des officiers d’active (Enoa) de Thiès en 1984. 
Il est breveté de l'école supérieure de guerre de Paris.

## Carrière
À sa sortie de l’Enoa, il était affecté au bataillon commando comme sous-lieutenant chef de section. 
Depuis cette date, il a servi et gravé tous les échelons du bataillon de commando : lieutenant chef de section, capitaine commandant d’unité, commandant officier adjoint et commandant chef de corps. 
Après, il est allé a l’École de guerre en France. À son retour, il était affecté comme chef du Centre opérationnel des Armées. Il était le premier officier à commander le Centre opérationnel des Armées. 
À la suite de cela, il est envoyé à l’État-major général des Armées avant d’être le commandant d’un contingent en Côte d’Ivoire. Il revient fraîchement d’une mission en République démocratique du Congo comme commandant de secteur au Congo démocratique au sein de la Monuc.    
Il est commandant de la zone militaire no 5 de Ziguinchor depuis août 2008 en remplacement du colonel Mamadou Sow.
Il a été sous chef d'état major en charg des opérations.
Promu général de brigade en avril 2015, il est nommé directeur du Centre des hautes études de défense et de sécurité (Cheds), remplaçant à ce poste le général Alain Preira.
Paul Ndiaye assure depuis 2016, la présidence de la Commission scientifique du Forum International de Dakar pour la Paix et la Sécurité en Afrique. 
Il est titulaire de plusieurs décorations nationales et étrangères.